# Корбетт, Уильям
Уильям Корбетт (англ. William Corbett; 1680—1748) — английский композитор и скрипач.

## Биография
С 1700 года играл в оркестре лондонского «Нового театра». В 1705 году получил должность главного дирижёра в оркестре Театра Его Величества, с 1709 года скрипач Королевского оркестра, с 1716 года его капельмейстер. В 1715—1726 годах провёл много времени в путешествиях по Италии, перенимая опыт итальянского оперного искусства; посетил и многие другие страны Европы. В 1741 году выпустил трёхтомное издание «Тридцать пять концертов», в предисловии к которому утверждал, что каждый из них имитирует музыкальный стиль какого-либо европейского региона. Опубликовал также несколько сборников сонат для инструментальных дуэтов и basso continuo; к раннему периоду творчества Корбетта относится несколько опер, в том числе «Генрих VI» (1699, либретто Томаса Беттертона), As You Find It (1703), Love Betray’s, or The Agreeable Disappointment (1703), British Enchanters, or No Magick Like Love (1706). Кроме того, пользовалась известностью собранная Корбеттом коллекция инструментов, в которую, по преданию, входила скрипка Арканджело Корелли.